# Miroslava Kytková Tomšíková
Miroslava Kytková Tomšíková (* 4. března 1986 Trenčín, Československo) je slovenská kaskadérka a filmová dablérka, trenérka koní pro živá vystoupení a filmová natáčení.

## Život
Pochází z Trenčína. První stupeň základní školy chodila do výběrové třídy se zaměřením na angličtinu, od druhého stupně chtěla přestoupit do sportovní třídy s karate, ale matka s tím nesouhlasila. Vystudovala pak dopravní akademii.
Ve svých 6 letech dělala gymnastiku, od 11 let se věnovala koním. Roku 2002, v 16 letech, kdy brigádnicky pracovala ve stájích, se poznala s vedoucím rytířské skupiny Normani Dušanem Tadlánkem a začala vystupovat při rytířských turnajích, zprvu jako princezna a později také v akčnějších úlohách. Začala se učit šerm, chodila do posilovny, postupně trénovala trikové ježdění, tzv. džigitovku, klasické pády i pády z výšky, vrátila se i k tréninku gymnastiky. S jezdeckými vystoupeními pak začala cestovat i po Francii (např. Carcassonne či Sedan), kde také poznala svého partnera a pozdějšího manžela Lukáše Tomšíka.
Starší členové skupiny se účastnili i natáčení filmů, např. Dračího srdce (1996) nebo Království nebeského (2005), a to ji od 19 let přivedlo rovněž ke kaskadérskému tréninku a následně angažmá v kinematografii. Učila se kickbox a jiu-jitsu, absolvovala kurz skálolezectví, postupně získala řidičský průkaz na motocykl i kamion. Po dvou letech trénování se jako kaskadérka zúčastnila svého prvního natáčení reklamy v Chorvatsku na ostrově Brač, poté přicházely další a další příležitosti. S partnerem přesunuli své bydliště i působiště do Španělska, založili také společnou značku DreamLM, jejíž náplní se stala příprava koní pro natáčení, živé vystupování i semináře o přirozené komunikaci a práci s koňmi.
Svou filmovou kariéru odstartovala v roce 2007 při práci s koňmi pro pohádkový snímek Letopisy Narnie: Princ Kaspian (2008), o rok později přišla také první kaskadérská práce pro film. V létě 2012 měla za sebou španělský velkofilm Kapitán Trueno a Svatý grál (El capitán Trueno y el Santo Grial, 2011), koprodukční drama Detektivem nanečisto (Zig Zag Kid, 2012), kde dělala současně dablérku i asistentku trenéra koní, dále britský dobrodružný seriál Sindibád (Simbad, 2012) a několik reklam.
O zhruba desetiletí později už měla za sebou např. i práci na velkolepé akční fantasy Velká čínská zeď s Mattem Damonem a Pedrem Pascalem (2016), akční sci-fi Terminátor: Temný osud (2019) nebo na dobrodružném snímku Uncharted (2022) s Tomem Hollandem a Markem Wahlbergem. Účastnila se i portugalského natáčení akční fantasy Mladá dáma (Damsel, 2024) jako dablérka Millie Bobby Brown. Spolupracovala i na americkém seriálu Upíří akademie (Vampire Academy, 2022) nebo francouzsko-italském westernovem seriálu Django (2023). Na další fantasy Red Sonja (chystaný na rok 2024) se podílela také jako dablérka titulní hrdinky, kterou hrála Matilda Anna Ingrid Lutz.